# Taxonomia (geral)
Taxonomia (do grego τασσεῖν ou tassein = "para classificar" e νόμος ou nomos = lei, ciência, administrar) foi a ciência de classificar organismos vivos (alfa taxonomia). Mais tarde a palavra foi aplicada em um sentido mais abrangente, podendo aplicar-se a uma das duas: classificação de coisas ou aos princípios subjacentes da classificação. Quase tudo - objectos animados, inanimados, lugares e eventos - pode ser classificado de acordo com algum esquema taxonômico.
Alguns afirmam que a mente humana organiza naturalmente seu conhecimento do mundo em tais sistemas. Esta visão é baseada frequentemente na epistemologia de Immanuel Kant.
Antropólogos têm observado que as taxonomias são inerentes à cultura local e aos sistemas sociais, servindo a várias funções sociais.  Talvez o estudo mais bem conhecido e mais influente de taxonomias populares seja o The Elementary Forms of Religious Life de Émile Durkheim.  As teorias de Kant e Durkheim influenciaram também Claude Lévi-Strauss, o fundador do estruturalismo antropológico.  Levi-Strauss escreveu dois livros importantes em taxonomias:  Totemism e The Savage Mind.
Taxonomias como as analisadas por Durkheim e Levi-Strauss são chamadas de taxonomias populares para distingui-las das  taxonomias científicas, que sustentam a dissociação das relações sociais e assim chegar ao objetivo e ao  universal. A mais famosa e mais extensamente utilizada taxonomia científica é a taxonomia de Lineu, que classifica as coisas vivas e foi criada por Carl von Lineu.